# Laitakaupungin valot
Laitakaupungin valot (bra: Luzes na Escuridão; prt: Luzes no Crepúsculo) é um filme de drama franco-teuto-finlandês de 2006 dirigido e escrito por Aki Kaurismäki. 
Foi selecionado como representante da Finlândia à edição do Oscar 2007, organizada pela Academia de Artes e Ciências Cinematográficas.

## Elenco
- Janne Hyytiäinen - Koistinen
- Maria Järvenhelmi - Mirja
- Maria Heiskanen - Aila
- Ilkka Koivula - Lindholm